# Neoseiulus tornadus
Neoseiulus tornadus är en spindeldjursart som först beskrevs av James P. Tuttle och Muma 1973.  Neoseiulus tornadus ingår i släktet Neoseiulus och familjen Phytoseiidae. Inga underarter finns listade i Catalogue of Life.